# Облога Відня (1529)

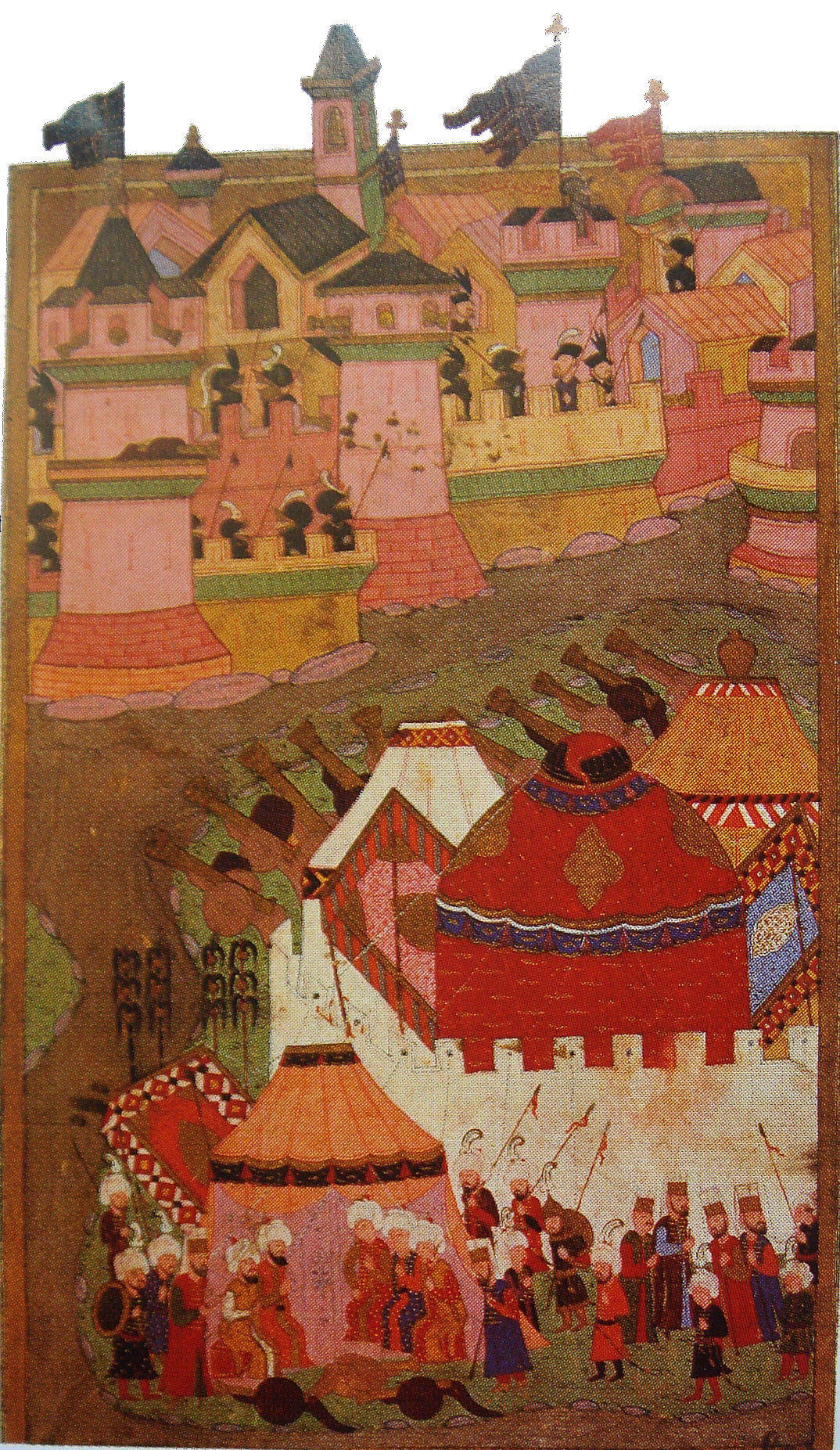
Облога Відня турецькими військами (турецька гравюра)

Обло́га Ві́дня 1529 ро́ку — перша спроба Османської імперії захопити столицю Австрії Відень. Провалена турками облога Відня ознаменувала кінець стрімкої експансії Туреччини в Центральну Європу. Проте ще впродовж 150 років тривали запеклі конфлікти, що досягли апогею 1683 року, коли відбулася Віденська битва.

## Передісторія
У серпні 1526 року султан Сулейман I Пишний розгромив у Могачській битві війська угорського короля Лайоша II Ягеллона. Після цього під владу Туреччини потрапила південна частина Угорщини. Але ерцгерцог Австрійський Фердинанд I Габсбург, брат імператора Священної Римської імперії Карла V, висунув свої претензії на угорський трон. Його дружина Анна була рідною сестрою бездітного Лайоша II. Та Фердинанду вдалося добитися визнання лиш на заході Угорщини, а на північному сході країни у нього з'явився суперник Янош Запольяі, якого Сулейман І визнав королем Угорщини і своїм васалом.
Фердинанд I також був проголошений королем Угорщини, для чого він одружився з сестрою покійного Лайоша II. Він вирішив добитися свого силою і захопив Буду. Але невдовзі, за наступні два роки, турки відбили у нього всі завойовані ним землі.

## Султан готується до вторгнення

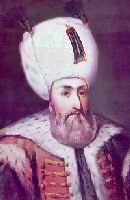
Сулейман I

Весною 1529 року Сулейман зібрав у Болгарії сильну армію. Він хотів взяти Угорщину під повний контроль і послабити сили братів Габсбургів. Чисельність його військ становила не менше 120 000 чоловік. Крім елітних яничарських полків, в османську армію ввійшли молдавські і сербські частини. Командування армією Сулейман взяв на себе, і в квітні назначив свого візира, колишнього грецького раба Ібрагіма-пашу, сераскіром і дав йому право віддавати накази від імені султана.
Турецькі війська виступили в похід 19 травня 1529 року, та з самого початку обставини були проти них. Тієї весни йшли дуже сильні дощі, в Болгарії почалася повінь, і вода розмила шляхи. Там загрузло багато гармат і верблюдів, яких довелося залишити.
6 серпня турки вступили в Угорщину. 18 серпня у таборі з'явився Янош Запольяі. Він засвідчив Сулейману свою повагу і допоміг відбити у австрійців декілька фортець. 8 вересня турки захопили Буду.

## Австрійці готуються до оборони

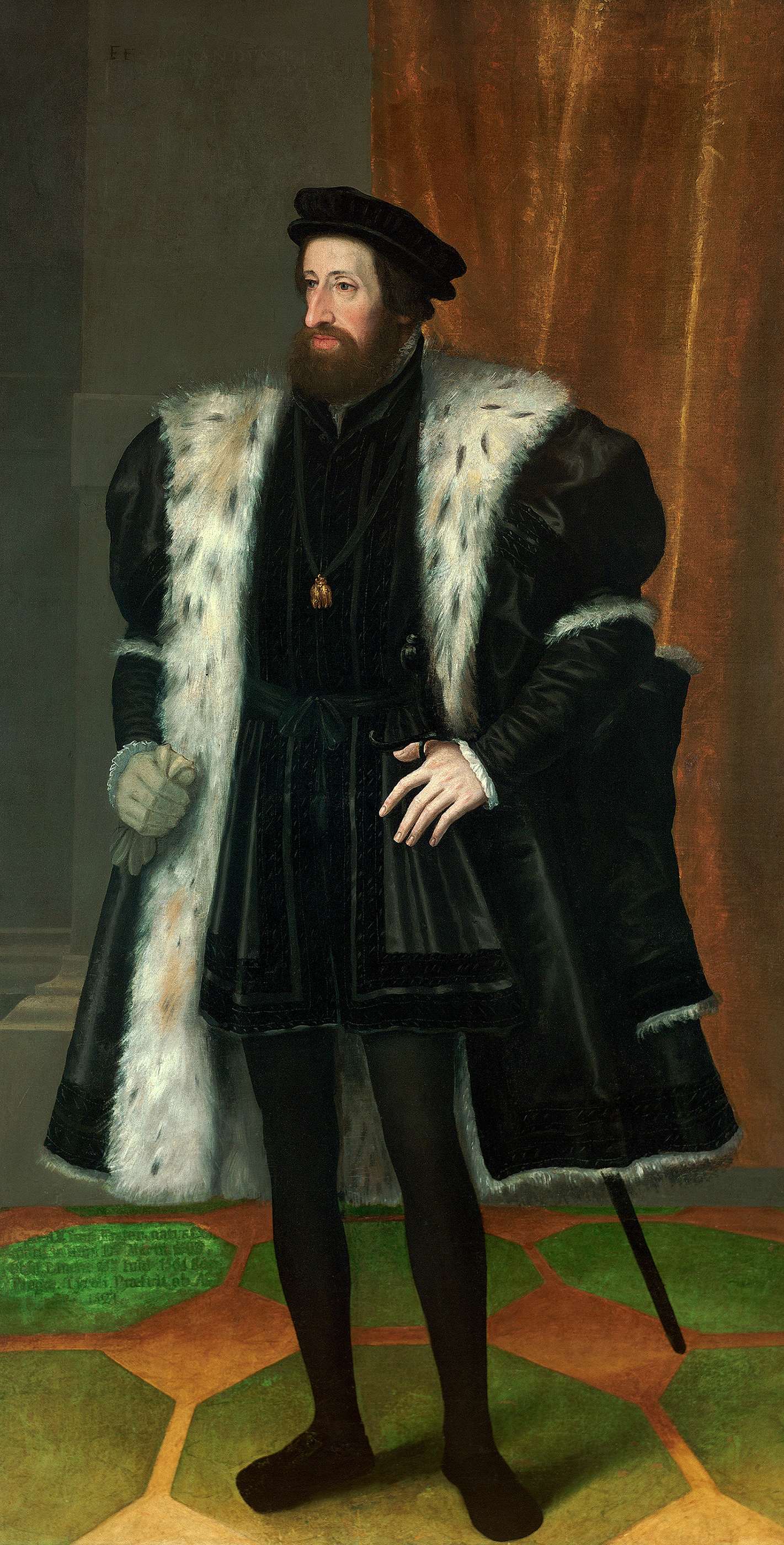
Фердинанд I

Відповідно до просування турків гарнізон Відня готувався до облоги. Австрійці знали, що турки їх не пощадять — вони переконалися в цьому після поголовного знищення турками австрійського гарнізону Буди. Фердинанд I негайно виїхав у Богемію і попросив допомоги у свого брата Карла V. Але той якраз воював із Францією і не міг надати Фердинанду значну підтримку. Декілька іспанських кавалерійських частин — це все, що Фердинанд отримав від брата.
Маршал Австрії Вільгельм фон Роггендорф взяв на себе керівництво обороною Відня. Своїм заступником він призначив 70-річного німця Нікласа графа Зальма. Зальм прибув у Відень на чолі загонів німецьких ландскнехтів і іспанських мушкетерів і одразу зайнявся укріпленням міських мурів. Він наказав замурувати всі міські ворота і укріпити мури, товщина яких не перевищувала двох метрів. Він також наказав побудувати земляні бастіони, звелівши зносити всі будинки, що заважали будівництву.

## Облога
Османська армія підійшла до стін Відня в кінці вересня. Та становище турків було не з найкращих. Природа була проти них. На важкому шляху в Австрію через весь Балканський півострів турки втратили багато важких гармат, спеціально призначених для руйнування віденських мурів. Багато річок вийшло з берегів, і шляхи розмило. Загинули сотні верблюдів, які везли амуніцію, зброю і боєприпаси.
Як наслідок, під Відень турецька армія підійшла значно ослабленою — серед вояків лютували хвороби, багато солдатів були нездатні битися. Тим не менше Ібрагім-паша, ставши перед Віднем, послав до обложених трьох багато вдягнутих європейців з пропозицією здати місто. У відповідь Ніклас Граф Зальм відправив до паші трьох багато вдягнутих мусульман без якого-небудь повідомлення, що саме по собі було відповіддю.
Почалася облога. Турецька артилерія все ж взялася руйнувати міські мури, та османські артилеристи так і не змогли завдати яких-небудь значних втрат австрійським земляним укріпленням. Навіть лучники турків не змогли завдати обложеним великої шкоди. Спроби прорити ходи в місто чи мінні траншеї також закінчилися повним провалом. Обложені постійно робили вилазки і зривали риття траншей і тунелів, а одного разу мало не захопили в полон самого Ібрагіма-пашу. Вони також знайшли і знищили декілька мінних ходів, а 6 жовтня 8 000 європейців зробили велику вилазку за межі міста і знищили більшість підземних ходів турків (правда, під час відступу вони зазнали великих втрат).
11 жовтня пройшла особливо сильна злива. Плани турків підірвати міські стіни зазнали повного краху, і їх шанси на перемогу стрімко танули. У них закінчувався корм для коней, росло число дезертирів, хворих і померлих від злиднів і ран. В тяжкому стані опинилися навіть елітні яничарські частини.
Ібрагіму-паші нічого не залишалося як відступити. 12 жовтня він скликав військову раду, де запропонував зробити останню спробу штурму. У випадку успіху він пообіцяв солдатам збільшити їх винагороду. Але і цей штурм був відбитий. Європейські аркебузири і пікінери успішно відбили атаку. В ніч на 14 жовтня турки вирізали всіх полонених християн перед відступом.
Уже коли турки відступали, повалив сніг. Їм довелося залишити амуніцію і гармати. Турецька флотилія на Дунаї знову була атакована, і багато турків загинуло на шляху додому.

## Укладення миру
Після того, як Фердинанд погодився передати османам стратегічно важливу фортецю Естергом, 22 червня між Священною Римськой імперією і Османами був підписаний мирний договір.
Фердинанд відмовлявся від претензій на угорську корону, зберігши за собою лише частину Угорщини, що на той момент контролювали Габсбурґи, за яку повинен був кожного року виплачувати туркам 30 000 дукатів. Контроль на кордоні між володіннями Фердинанда і Запольяі виконувався турецькими службовцями. Принижуючим було протокольне прирівнювання імператора Священної Римської імперії до Садразама (Великого Візира), а не до султана Туреччини.

## Наслідки

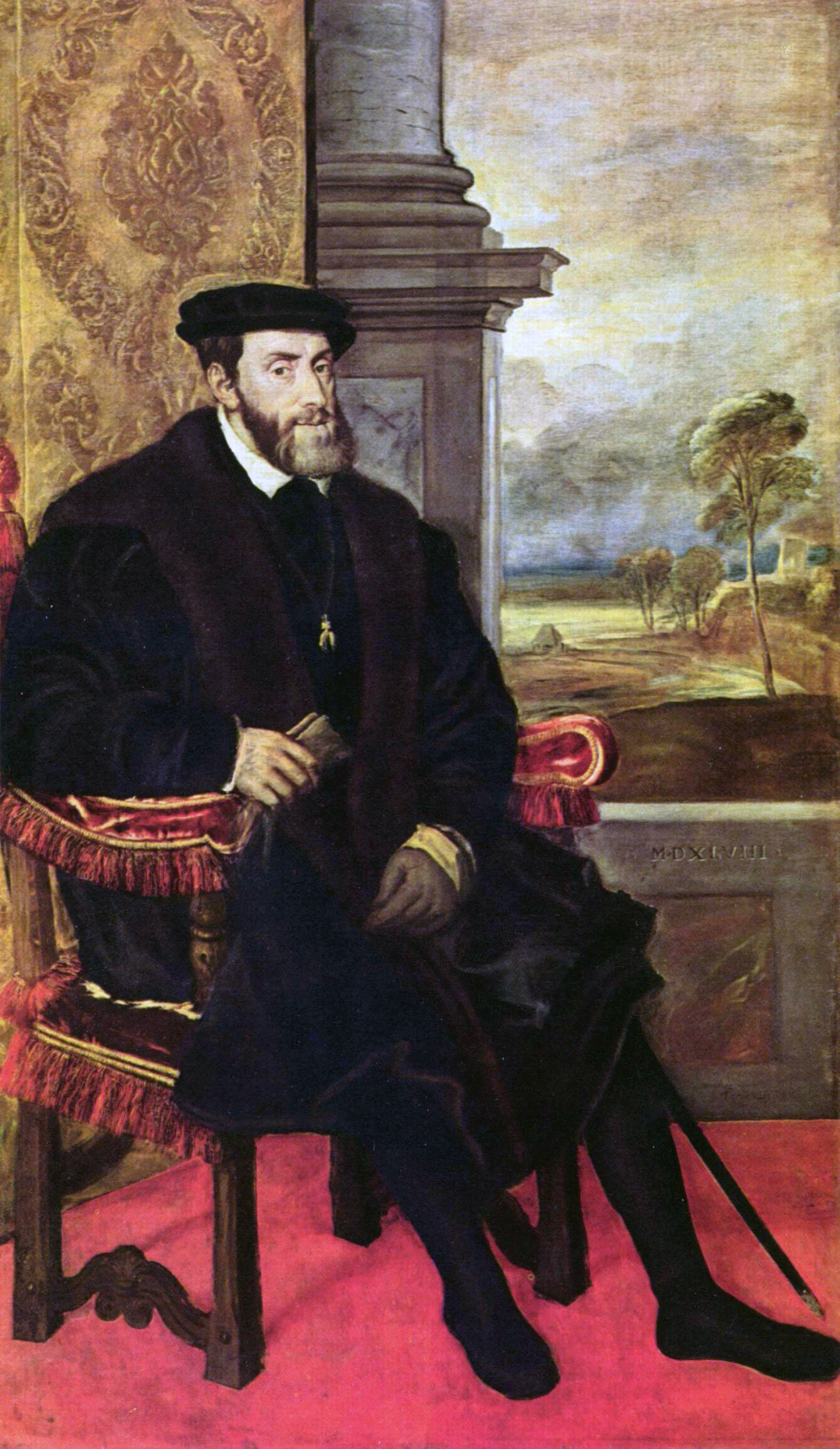
Карл V (пензля Тіціана)

1532 року Сулейман I зробив нову спробу. Але завоювання західної Угорщини забрало у них забагато часу. Зима вже наближалася, а намагатися знову захопити Відень було вже марно — Карл V нарешті прийшов на допомогу братові, виставивши проти турків 80-тисячну армію. Туркам довелося відступити, але при цьому вони спустошили Штирію.
Досвід цих двох кампаній показав: турки не зможуть захопити Відень. Османська армія змушена була повертатися зимувати в Стамбул, щоб офіцери змогли за зиму завербувати нових солдатів.
Відступ військ Сулейман І не означав їх повної поразки. Туреччина зберігала контроль над південною Угорщиною. До того ж турки спеціально спустошували австрійську частину Угорщини і території самої Австрії, щоб ослабити ресурси цих земель і щоб Фердинанду І було складніше відбивати нові напади. Туреччина змогла створити буферну маріонеточну угорську державу, яку очолив знову ж таки Янош I Заполья.
Фердинанд I наказав побудувати пам'ятник на могилі Нікласа графа Зальма — він був поранений під час останнього турецького штурму і помер 30 травня 1530 року.
Турецьке вторгнення дорого коштувало обом сторонам. Загинули десятки тисяч солдатів і мирних жителів; тисячі людей були продані в рабство. Епоха Відродження стрімко йшла вперед, зростала міць європейських держав, а турки вже не могли просуватися вглиб Центральної Європи. Почався занепад Османської імперії.